# Dorota Całek
Dorota Całek (ur. w Warszawie) – polska śpiewaczka operowa (sopran) i pedagożka.

## Życiorys
Absolwentka Wydziału Wokalno-Aktorskiego Akademii Muzycznej im. Fryderyka Chopina w klasie śpiewu prof. Haliny Słonickiej (dyplom w 1994) oraz Podyplomowych Studiów Logopedii w Akademii Pedagogiki Specjalnej im. Marii Grzegorzewskiej w Warszawie. Doktor habilitowana sztuki - doktorat i habilitację uzyskała na Akademii Muzycznej im. Kiejstuta i Grażyny Bacewiczów w Łodzi, profesor nadzwyczajna Uniwersytetu im.  Adama Mickiewicza w Poznaniu. Prowadzi zajęcia z emisji głosu na Wydziale Pedagogiczno-Artystycznym Uniwersytetu im. Adama Mickiewicza w Poznaniu (wydział zamiejscowy w Kaliszu). Współpracuje z Uniwersytetem Muzycznym Fryderyka Chopina w Warszawie. W latach 2008–2019 prowadziła zajęcia z emisji głosu na Uniwersytecie Warszawskim. Członkini Zarządu Oddziału Warszawskiego Stowarzyszenia Polskich Artystów Muzyków.
Wieloletnia solistka Warszawskiej Opery Kameralnej. Debiutowała w niej rolą Zuzanny w dyplomowym przedstawieniu Wesela Figara W.A. Mozarta. Z Warszawską Operą Kameralną występowała m.in. we Francji, Libanie, Niemczech, Rosji i Szwajcarii. Współpracowała z Teatrem Muzycznym Roma w Warszawie, w którym śpiewała partię Diany w Orfeuszu w piekle Jacques’a Offenbacha i Operą Bałtycką w Gdańsku, w której śpiewała partię Hrabiny w Weselu Figara Wolfganga Amadeusa Mozarta. Z repertuarem pieśniarskim i oratoryjnym występowała m.in. na Białorusi, Litwie, Ukrainie i w Turcji. W 2000 w Berlinie wzięła udział w międzynarodowym projekcie Opera for four busses z muzyką Krzysztofa Knittla. Największą jej rolą operową była Kościelnicha w Jenufie Leoša Janáčka.
Często wykonuje repertuar współczesnych kompozytorów polskich, takich jak Romuald Twardowski, Marian Sawa, Marcin Łukaszewski, Paweł Łukaszewski. Pieśni Romualda Twardowskiego nagrała dla Polskiego Radia, brała też udział w nagraniu płyty Jezu, ufam tobie z jego muzyką oraz napisała pracę doktorską poświęconą twórczości tego kompozytora na głos sopranowy.
W 2013 roku wraz z organistką Mariettą Kruzel-Sosnowską w wydawnictwie Megavox nagrała płytę z pieśniami maryjnymi O Mario, bądź pozdrowiona. W 2017 wraz z tą samą organistką w wydawnictwie Acte Prealable nagrała płytę Luctus / Żałość będącą światową premierą fonograficzną utworów na sopran i organy, powstałych w XXI wieku.   
Jest autorką monografii Utwory na głos sopranowy Romualda Twardowskiego (POLIHYMNIA, Lublin 2020). W grudniu 2022 wraz z pianistą Antonim Lichomanowem w wydawnictwie Sarton nagrała płytę Vocal music by Romuald Twardowski, za którą została nominowana do Nagrody Muzycznej Fryderyk 2024 w kategorii Album Roku Muzyka Kameralna – Wokalna.   
W 2024 roku w wytwórni DUX ukazała się płyta Hear the Time (Usłysz czas). Nagrań pieśni Marcina Tadeusza Łukaszewskiego, Ludomira  Michała Rogowskiego, Mariana Sawy i Aleksandra Zarzyckiego dokonała wraz z Jakubem Jakowiczem, Tomaszem Strahlem, Urszulą Świerczyńską i Alicją Wołyńczyk-Raniszewską. Za tę płytę otrzymała nominację do Nagrody Muzycznej Fryderyk 2025 w kategorii Album Roku Muzyka Kameralna – Wokalna.   